# Garra apogon
Garra apogon är en fiskart som först beskrevs av Norman 1925.  Garra apogon ingår i släktet Garra och familjen karpfiskar. IUCN kategoriserar arten globalt som otillräckligt studerad. Inga underarter finns listade i Catalogue of Life.